# Eulocastra latifasciata
Eulocastra latifasciata är en fjärilsart som beskrevs av Alfred Ernest Wileman 1911. Eulocastra latifasciata ingår i släktet Eulocastra och familjen nattflyn. Inga underarter finns listade i Catalogue of Life.